# Полукабриолет

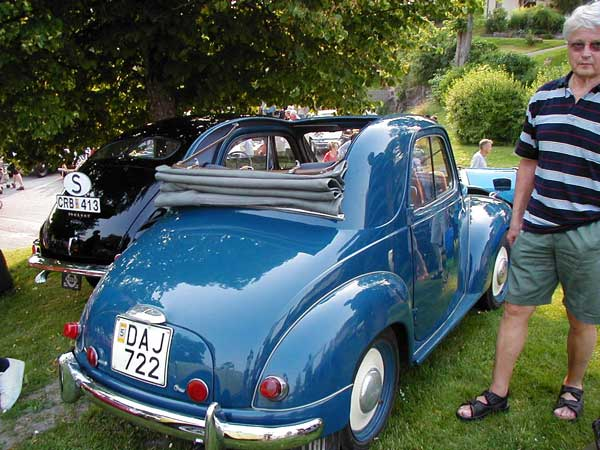
Fiat Topolino со сложенной крышей.

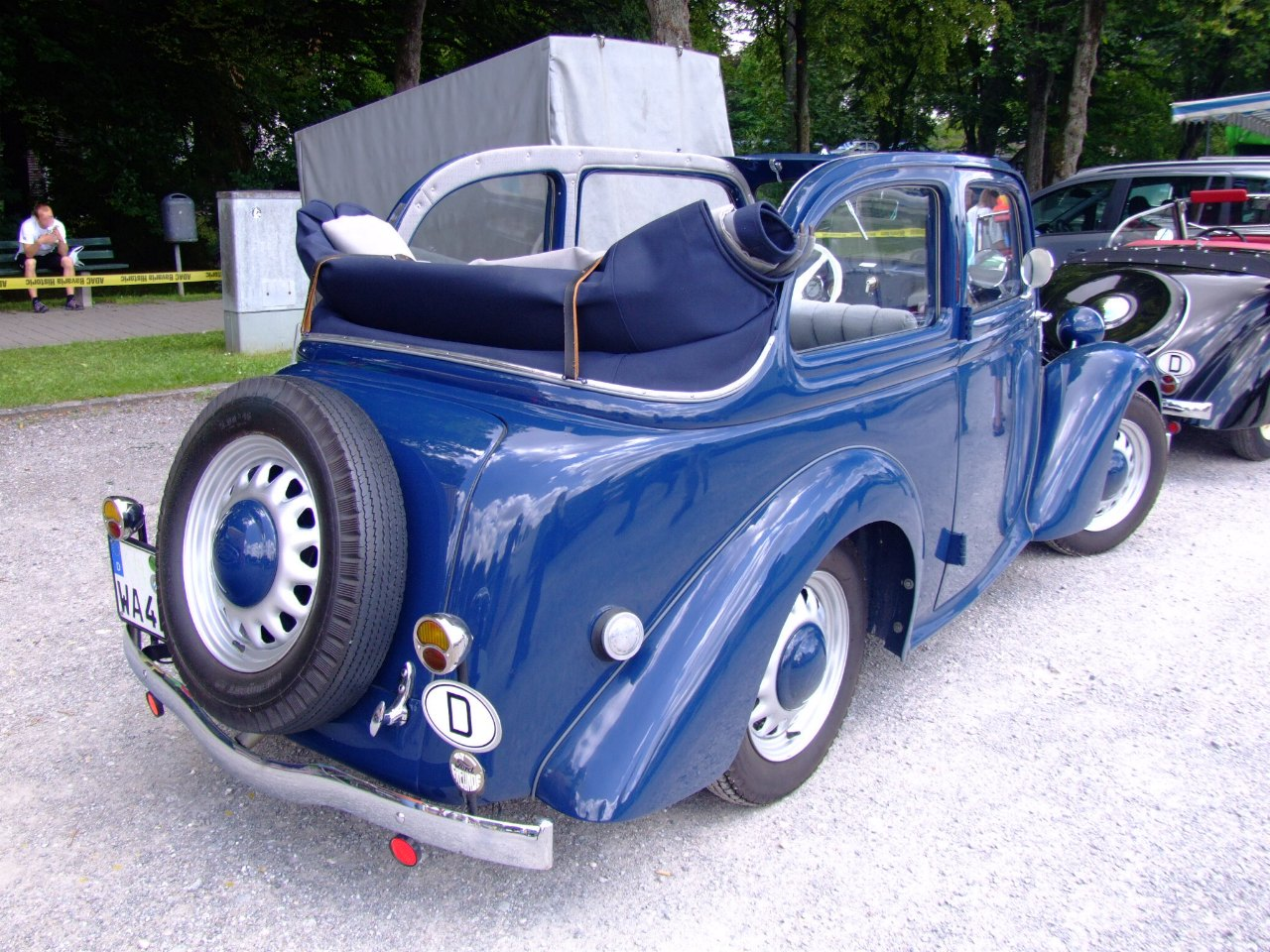
Полукабриолет Ford Eifel

Полукабриолет — производный, обычно, от купе или седана (как правило, двухдверного) тип автомобиля с убирающейся секцией крыши из ткани (по сути — большим, затянутым тканью люком в крыше), с сохранением боковин кузова, а иногда и заднего стекла. Является бюджетной альтернативой обычному кузова со складывающимся верхом. Особенно был распространён на автомобилях с несущим кузовом, так как их конверсия в классический кабриолет требует очень большого объёма работ. Возможно, этот тип крыши был наиболее популярным в Германии 1930-х годов. Его часто называют Webasto из-за того, что эта немецкая компания была главным поставщиком наборов для таких конверсий — как для заводской сборки, так и для вторичного рынка.
Такая крыша использовалась или могла быть установлена на многих старых машинах: Mercedes-Benz Ponton, Saab 92, Citroën 2CV, Fiat 500, ГАЗ-М-20 «Победа» и Fuldamobil. Nash Rambler был полукабриолетом, но изготовитель называл его «кабриолет-ландо» («convertible landau»).
Вариант, в котором сохранялось неподвижное штатное заднее стеклянное окно седана, впервые появился в 1930-х годах и имел преимущество в том, что мог быть установлен (доработан) в существующий автомобиль гораздо легче; это была заводская опция (хотя включалась в список как отдельная модель) для Volkswagen Beetle вплоть до 1963 года. Некоторые более современные автомобили тоже имеют такой стиль крыши, например Citroen С3 Pluriel, BMW 318ti, Volkswagen Polo, Nissan Figaro, Isuzu Amigo, Jeep Liberty и Suzuki Vitara.